# Nesticus zenjoensis
Nesticus zenjoensis är en spindelart som beskrevs av Takeo Yaginuma 1978. Nesticus zenjoensis ingår i släktet Nesticus och familjen grottspindlar. Inga underarter finns listade i Catalogue of Life.